# Monte Alegre de Sergipe
Monte Alegre de Sergipe es un municipio del estado de Sergipe en la región nordeste de Brasil.